# Heliconius aida
Heliconius aida är en fjärilsart som beskrevs av Heinrich Neustetter 1926. Heliconius aida ingår i släktet Heliconius och familjen praktfjärilar. Inga underarter finns listade i Catalogue of Life.